# Dolní Týnec
Dolní Týnec je malá vesnice, část obce Třebušín v okrese Litoměřice. Nachází se asi 2,5 km na východ od Třebušína. V roce 2009 zde bylo evidováno 39 adres. V roce 2011 zde trvale žilo 64 obyvatel.
Dolní Týnec je také název katastrálního území o rozloze 1,7 km2.

## Historie
Nejstarší písemná zmínka pochází z roku 1222.

## Obyvatelstvo
| | 1869 | 1880 | 1890 | 1900 | 1910 | 1921 | 1930 | 1950 | 1961 | 1970 | 1980 | 1991 | 2001 | 2011 |
| --- | ---- | ---- | ---- | ---- | ---- | ---- | ---- | ---- | ---- | ---- | ---- | ---- | ---- | ---- |
| Obyvatelé                                                                                               | 137  | 179  | 198  | 188  | 179  | 174  | 172  | 87   | 80   | 67   | 50   | 39   | 58   | 64   |
| Domy | 29   | 31   | 34   | 37   | 38   | 37   | 38   | 20   | .    | 19   | 14   | 21   | 20   | 23   |
| Tabulka obsahuje údaje osady Peklov a počet domů z roku 1961 je zahrnut v domech místní části Kotelice. |      |      |      |      |      |      |      |      |      |      |      |      |      |      |

## Pamětihodnosti
- Venkovský dům čp. 15